# Азербайджано-германские отношения
Азербайджано-германские отношения — двусторонние отношения Азербайджана и Германии в политической, экономической и иных сферах.

## История
Азербайджанский и немецкий народы имеют исторические и культурные связи. В Азербайджане на протяжении около двух столетий (XIX—XX век) проживало немецкое население, действовали лютеранская община, немецкие школы и кирхи, издавались немецкие газеты, были основаны и процветали немецкие колонии.
Азербайджано-германские отношения начались во второй половине XIX века, а именно когда в 1863 году немецкая компания братьев Сименс построила крупные медеплавильные заводы на базе медных месторождений, находившихся на территории Гедабекского района. Также компанией братьев Сименс был построен кобальтовый завод в Дашкесане на базе кобальтовых месторождений. Вследствие увеличения активности здесь немецких промышленников в округе, и особенно в нынешних Гей-Гельском и Шамкирском районах, появились немецкие колонии. В Азербайджанской ССР проживала самая крупная на Южном Кавказе немецкая община, численность которой по переписи населения 1939 года достигала 23 133 немцев. В 1941 году в результате проведенной советским руководством депортации немецкое население было выселено из Азербайджанской ССР в отдалённые регионы Казахской ССР и Сибири.

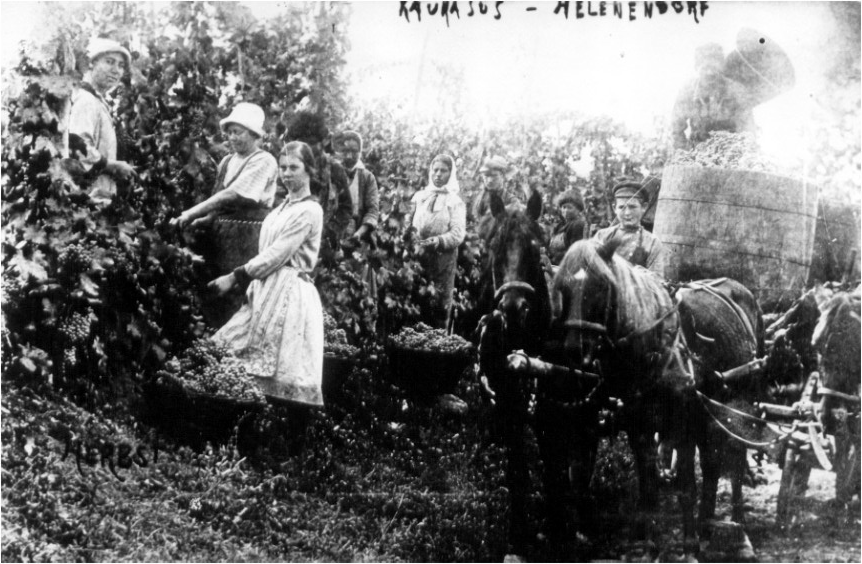
Немцы участвуют в сборе винограда в Еленендорфе (ныне Гёй-гёль)

## Дипломатические отношения
Независимость Азербайджана, которая была восстановлена 18 октября 1991 года, была признана Германией 12 января 1992 года. Дипломатические отношения между двумя странами установлены 20 февраля 1992 года.
Посольство Азербайджана в Германии было открыто 2 сентября 1992 года. Посольство Германии в Азербайджане открыто 22 сентября 1992 года.
22 декабря 1995 года в рамках соглашения о сотрудничестве в сфере культуры создана совместной азербайджано-германская комиссия.

Германия являлась членом Минской группы ОБСЕ.

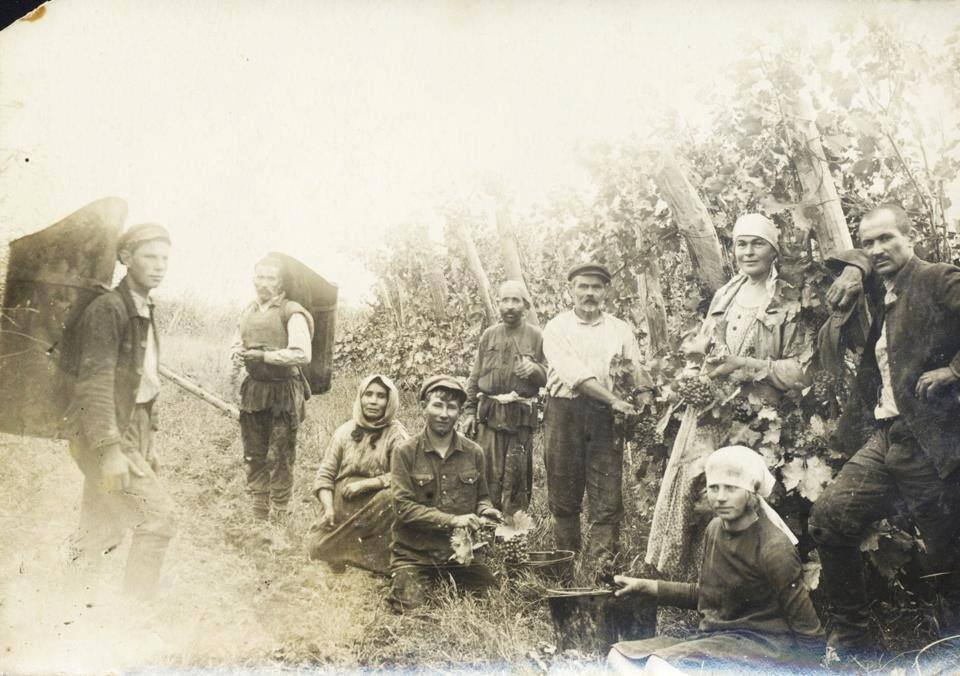
Немцы участвуют в сборе винограда в Еленендорфе (ныне Гёйгёль) (2)

25 августа 2004 года между Азербайджаном и Германией подписаны соглашения об избежании двойного налогообложения в отношении налогов на прибыль и имущество, финансовом сотрудничестве между азербайджанским и германскими правительствами, договор о кредитовании по выделению финансовой помощи для создания Фонда гарантии кредитов между министерством экономического развития Азербайджана и Германским банком развития.
14 августа 2006 года года подписаны договор о поручительстве и договор о разбирательстве споров в арбитражном суде.
В парламенте Азербайджана действует двусторонняя рабочая группа по отношениям с Германией. Руководитель группы — Нурлан Гасанов.

### Двусторонние визиты

#### 1992—2000
После установления дипломатических связей между странами отношения постоянно развивались. С 1992 года начались взаимные визиты азербайджанских и германских делегаций.

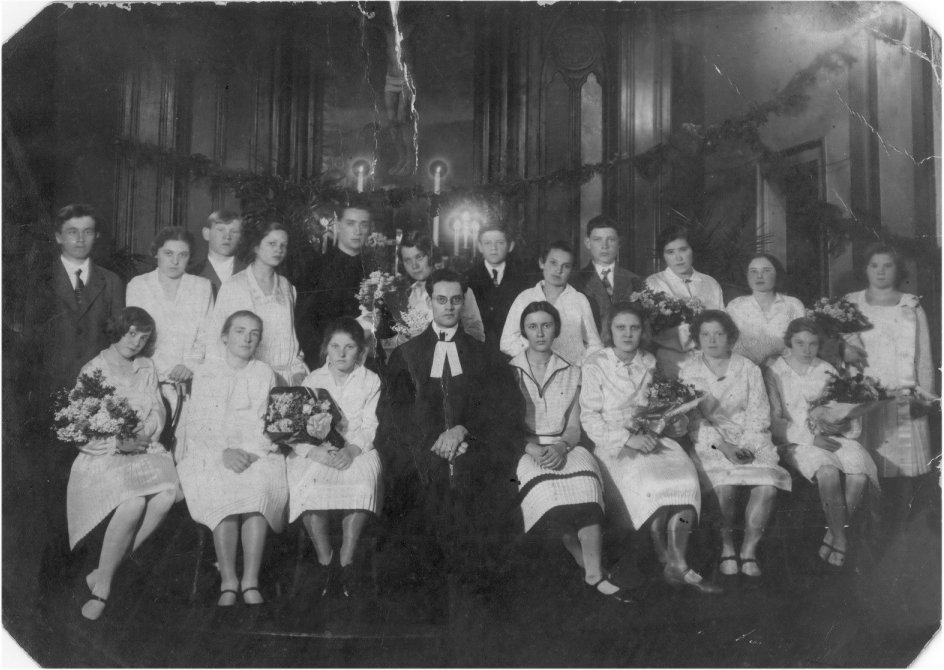
Конфирмация в Немецкой Кирхе Баку 1931 год

В 1992—1993 годах имели место визиты азербайджанских делегаций в Германию.
В марте 1992 года делегация депутатов Бундестага во главе с Гансом Джозефом Фогелем посетила Азербайджан.
В декабре 1993 года президент Азербайджана Гейдар Алиев принял председателя комиссии Бундестага по Кавказу Вилли Виммера.
В декабре 1995 года федеральный министр иностранных дел Германии Клаус Кинкель посетил Азербайджан с официальным визитом. Были подписаны документы — «Совместное заявление между Азербайджаном и Германией об основах взаимоотношений», соглашение о культурном сотрудничестве, соглашение по уходу за военными могилами, договор о поощрении и взаимной защите инвестиций, меморандум о финансовом сотрудничестве.
Эти документы, регламентирующие взаимоотношения двух стран в экономической, культурной и гуманитарной областях, заложили основы двухстороннего сотрудничества.
22 декабря 1995 года подписано соглашение о культурном сотрудничестве.
1—4 июля 1996 года президент Азербайджана Гейдар Алиев совершил официальный визит в Германию. Состоялись переговоры с с президентом, канцлером и иными официальными лицами Германии. Основным предметом обсуждений стали вопросы оккупации Арменией территорий Азербайджана и решение карабахского конфликта мирным путем. Гельмут Коль подтвердил незыблемость позиции Германии относительно территориальной целостности и суверенитета Азербайджана
Были подписаны соглашение о создании фонда исследований и специалистов, протокол о сохранении действия договоров, заключенных между СССР и Федеративной Республикой Германии, соглашения о финансовом сотрудничестве по проекту «Срочная помощь — аэропорт Баку».
Гейдар Алиев посетил Кёльн, где провел встречи с президентом Европейского банка реконструкции и развития. Он также встретился с представителями германских компаний и промышленных концернов «Тиссен», «Шоль», «Сименс», «Ферростал», «Алкатель». Гейдар Алиев посетил штаб квартиру «Дойче Банка» в Дюссельдорфе, где были подписаны документы о сотрудничестве между «Дойче Банком», Национальным Банком Азербайджана и Международным Банком Азербайджана. В ходе визита состоялись встречи с членами Кавказской парламентской группы, представителями азербайджанской диаспоры. Президент Азербайджана посетил столицу Федеральной земли Баден-Вюртемберг г. Штутгарт, где состоялось ознакомление с крупнейшим европейским автозаводом «Мерседес Бенц». В результате визита Германия выделила Азербайджану кредит в размере 70 млн марок.

Визит сыграл большую роль в привлечении иностранных капиталовложений и международных кредитов в Азербайджан.

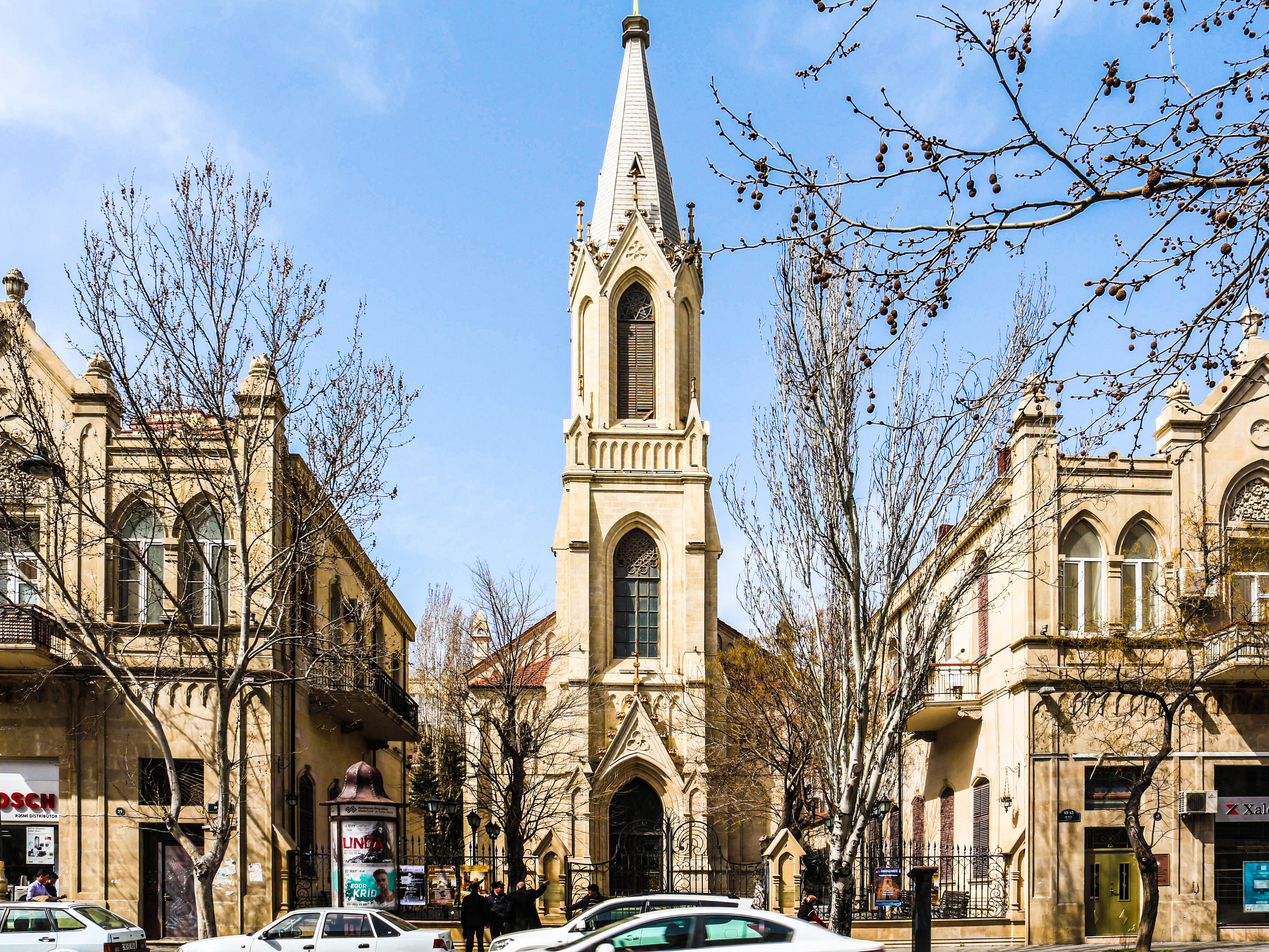
Лютеранская церковь в Баку

19 ноября 1999 года во Дворце «Чыраган» в ходе Стамбульского саммита ОБСЕ Гейдар Алиев встретился с германским канцлером Герхардом Шрёдером. В рамках встречи азербайджанский президент вручил Герхарду Шрёдеру распоряжение и письмо о возвращении в Германию картин, попавших в Азербайджан в 1947 году из Бременской галереи.
«Господин канцлер, мы передаём эти две картины и картины, находящиеся в Нью-Йорке в распоряжении судебных органов, Вам. Также я представляю Вам вместе с картинами, хранившимися с 1947 года в нашем музее, документы, связанные с этими произведениями», — сказал Гейдар Алиев.

#### 2000—2010
В мае 2001 года немецкий министр иностранных дел Йошка Фишер и заместитель председателя Бундестага Антье Фоллмер посетили Азербайджан. 

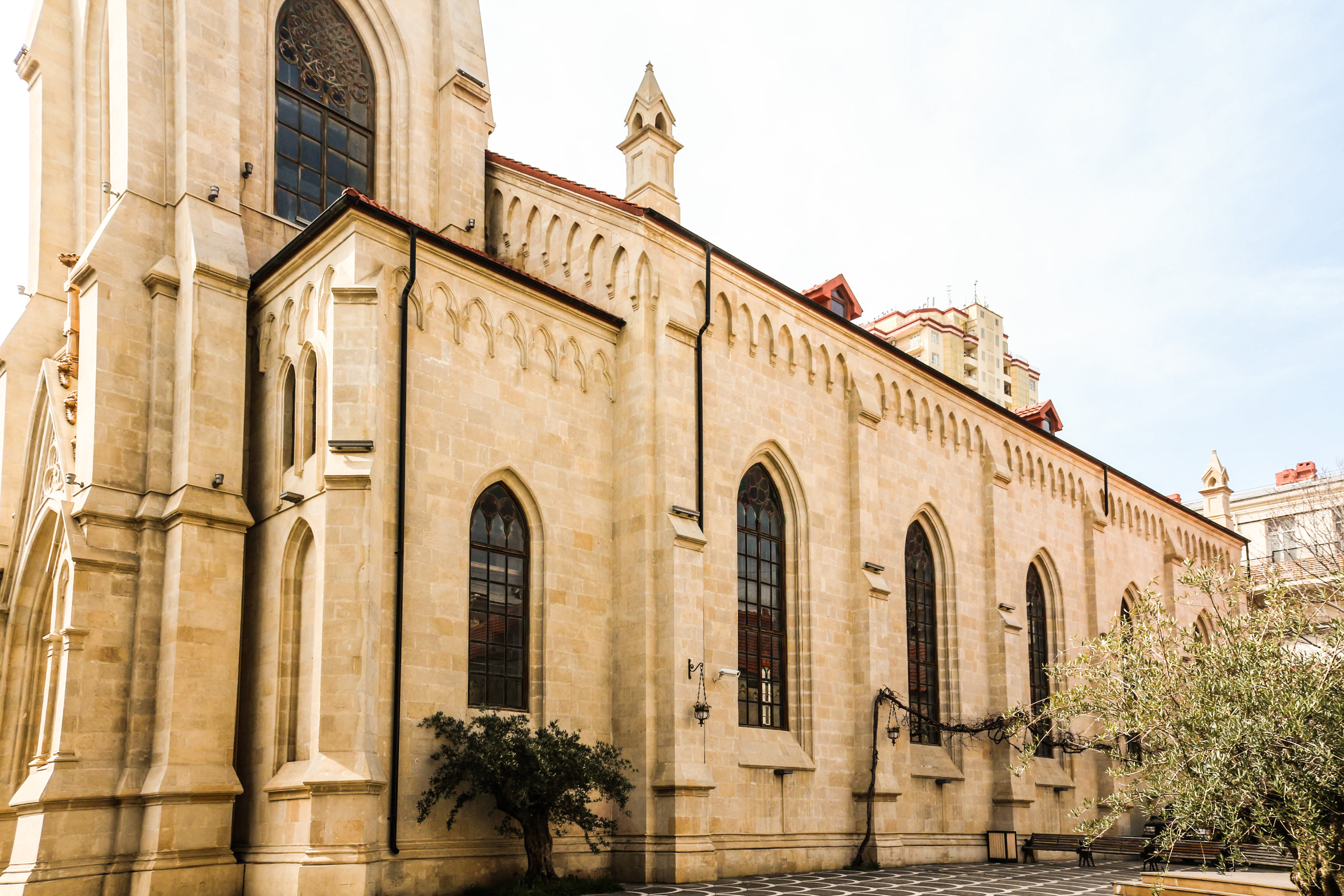
Лютеранская церковь в Баку (2)

21—22 апреля 2004 года с очередным визитом в Азербайджане побывал Йошка Фишер.
24—26 августа 2004 года президент Ильхам Алиев совершил первый официальный визит в Германию. В рамках визита прошли встречи с немецким президентом Хорстом Келлером и федеральным канцлером Герхардом Шрёдером
На международном форуме «Bertelsmann—2006», состоявшемся 22 сентября 2006 года в Берлине, на котором приняли участие главы государств, председатели парламентов и министры иностранных дел около 20 стран, в том числе и Азербайджана, было обсуждено урегулирование карабахского конфликта. На форуме принял участие президент Азербайджана Ильхам Алиев.
14—16 февраля 2007 года в ходе визита азербайджанского президента в Германию состоялась встреча Ильхам Алиева с германским канцлером Ангелой Меркель. На встрече обсуждались вопросы перспектив развития связей между двумя странами, а также между Азербайджаном и Европейским Союзом, также был дискутирован вопрос карабахского конфликта.
15 февраля состоялась деловая встреча Президента Ильхама Алиева с руководителями правлений и представителями ряда компаний — членов германского общества «Объединение Восточной и Центральной Европы», объединяющего многие влиятельные компании Германии
20 августа 2007 года Азербайджан посетила делегация Бундестага во главе с председателем германо-азербайджанского форума Отто Хаузером.

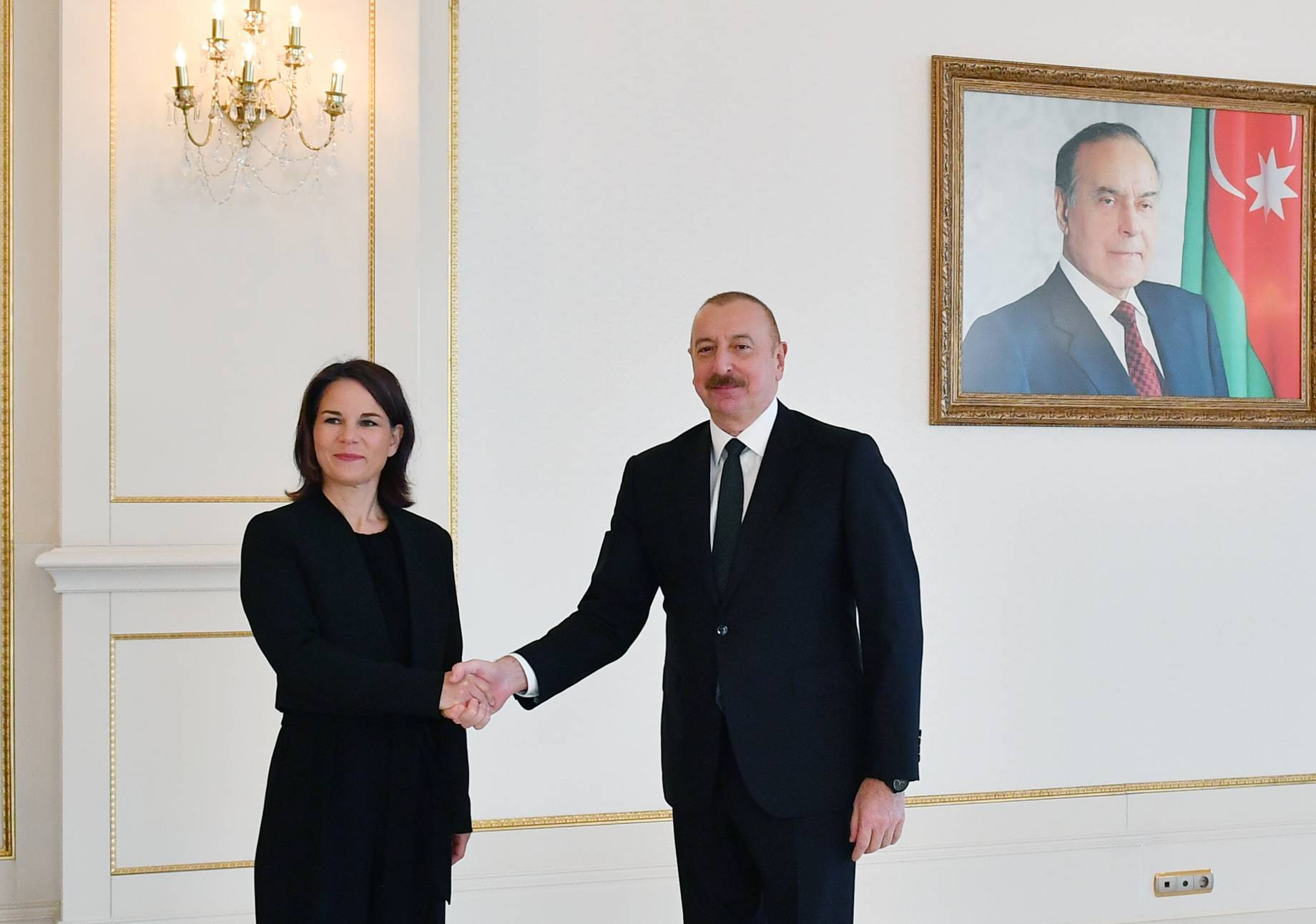
Ильхам Алиев и Анналена Бербок 4 ноября 2023

4—6 февраля 2010 года состоялся очередной визит Ильхама Алиева в Германию, в рамках которого состоялась встреча Ильхама Алиева с Ангелой Меркель. В ходе обсуждений азербайджанская сторона выразила потребность в немецких технологиях, а также готовность азербайджанской стороны внести вклад в решение проблем энергетической безопасности Европы.
В 2016 году в качестве министра иностранных дел Франк-Вальтер Штайнмайер посетил Азербайджан.

#### С 2020 года
4 — 5 ноября 2023 года министр иностранных дел Германии Анналена Бербок совершила официальный визит в Азербайджан. В ходе визита обсуждалась нормализация отношений между Азербайджаном и Арменией, Брюссельская платформа по урегулированию, проблема ликвидации мин.

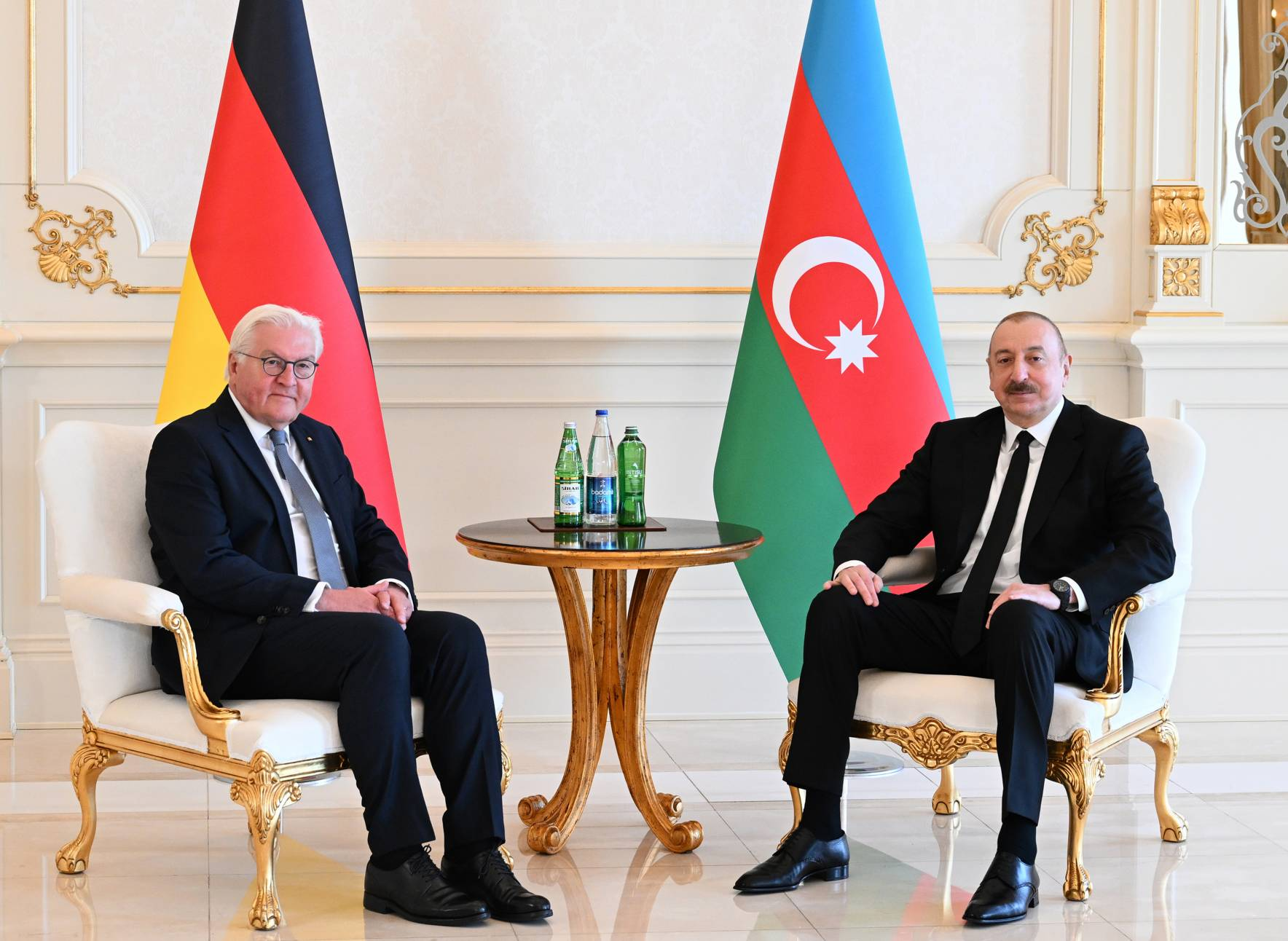
Ильхам Алиев и Франк-Вальтер Штайнмайер Баку 2 апреля 2025

2 апреля 2025 года состоялся официальный визит президента Германии Франка-Вальтера Штайнмайера в Азербайджан. На встрече обсуждены проект Среднего коридора, сотрудничество в энергетической сфере, зелёной энергетике.

## В области экономики
5 ноября 2003 года подписано соглашение о финансовом сотрудничестве между правительством Азербайджана и правительством ФРГ об обеспечении участия Германской организации инвестиций и развития (DEG) в уставном капитале Азербайджанского Банка микрофинансирования.
В январе 2005 года по причине расширения объёмов сотрудничества с германскими банками Международный Банк Азербайджана открыл представительство во Франкфурте-на-Майне.
В 2006 году экспорт немецких продуктов в Азербайджан увеличился на 8,6 %. Большую часть экспорта Азербайджана в ФРГ составили нефтепродукты, большую часть импорта в Азербайджан — промышленная продукция.
«KfW», являющийся одним из 10 крупнейших банков Германии, с 1994 года принимает активное участие в финансировании различных проектов в Азербайджане.
С 1995 по июнь 2024 года Германия инвестировала в Азербайджан 871 млн долл. Из них 94 % — в ненефтяной сектор. Инвестиции Азербайджана в Германию за тот же период составили 592 млн долл.
В течение 2002—2013 годов Германия инвестировала в основной капитал Азербайджана около 500 миллионов долларов.
В 2013 году между SOCAR и немецкой компанией Uniper было подписано долгосрочное соглашение о поставках газа.
На октябрь 2023 года в Азербайджане действует более 240 компаний Германии. Деловые отношения с Азербайджаном имеют 177 компаний Баварии.
18 декабря 2012 года открыта Германо-Азербайджанская торговая палата. Палата объединяет 135 германских и азербайджанских компаний.

### Товарооборот (тыс. долл)
| Год  | Экспорт Азербайджана | Импорт Азербайджана | Сумма товарооборота |
| ---- | -------------------- | ------------------- | ------------------- |
| 2020 | 234 109,29           | 583 473,62          | 817 582,91          |
| 2021 | 650 258,95           | 634 395,84          | 1 284 654,79        |
| 2022 | 591 301,14           | 663 599,04          | 1 254 900,18        |
| 2023 | 907 922,98           | 916 421,20          | 1 824 344,18        |
| 2024 | 776 979,82           | 825 711,54          | 1 602 691,36        |

Структура экспорта Азербайджана: нефть, газ.
Структура экспорта Германии: автомобили, железная и стальная продукция, производственное оборудование.

## В области культуры
В Германии 2008 год был объявлен годом Азербайджана, в связи с чем там побывала азербайджанская делегация в составе 120 человек под председательством министра культуры и туризма Азербайджана. Мероприятия в области культуры в течение недели продолжались в Берлине. Затем в течение года также культура Азербайджана пропагандировалась в таких немецких городах, как Мюнхен, Гамбург, Майнц, Штутгарт и других крупных немецких городах. В рамках года Азербайджана в Дрезденской галерее с 12 июня по 15 июля прошла выставка современного азербайджанского искусства, на которой демонстрировались произведения известных азербайджанских художников.
В январе 2024 года книга Мир Джалала Пашаева «Мастерство Физули» была переведена на немецкий язык.

## Азербайджанская диаспора в Германии
Азербайджанская диаспора проводит общественную работу по популяризации истории, современного положения, реалий Карабахской проблемы, культурного наследия азербайджанского народа в Германии. В частности, 19 апреля 2007 г. в Германском Бундестаге был проведен форум азербайджанской молодежи на тему «Диалог Азербайджана-Германии в области образования: к идеалам будущего». В работе форума приняли участие члены Кавказской парламентской группы Бундестага, сотрудники посольства Азербайджана в Германии, азербайджанские студенты, получающие образование в вузах Германии и других европейских государств. 6 июля 2007 г. в городе Майнц было проведено совещание Исполнительного Комитета Конгресса азербайджанцев Европы, на котором был учрежден Совещательный совет азербайджанских диаспорских организаций, действующих в Германии. В заявлении азербайджанских диаспорских организаций было отмечено, что основной целью создания Совета является поддержка политики интеграции Азербайджана в Европу, доведение до мировой общественности правды о террористических актах и геноциде, учиненных в отношении азербайджанского народа, информирование о причинах карабахского конфликта, координация деятельности азербайджанских общин в Германии.
В Магдебурге с 2007 года существует Центральный Совет Азербайджанской Диаспоры в Германии. Центральный Совет Азербайджанской Диаспоры в Германии — является организацией помощи оказываемой соотечественникам, просящим помощи в виде юридической защиты, юридической защиты в интеграционных вопросов юридических интересов перед судебными и государственными учреждениями, воссоединение семьи (ПМЖ), оформление всех юридических документов и заявлений, сопровождение в инстанции, поиск родственников, принятия расходов на переезд итд. Помощь по подготовке и проведению переезда возвращенцев оказывается только в том случае, если ни сам возвращенец, ни обязанные к его содержанию родственники, ни другие учреждения не в состоянии предоставить необходимые для этого средства. (Президент Центрального Совета Азербайджанской Диаспоры в Германии- Лауреат Международной Премии ООН «Золотой Голубь 2011» Тенгис Саде Барон цу Ромкерхалл) http://diaspora-az.de/